# Walmor Barbosa Martins
Walmor Barbosa Martins (Guaranésia, 9 de abril de 1931 – Jundiaí, 6 de janeiro de 2023) foi um ex-político brasileiro. Foi prefeito de Jundiaí nos anos de 1969 a 1973 e de 1989 a 1992.

## Biografia
Natural de Guaranésia, com quatro anos foi para Jundiaí com os pais João Martins Filho e Alvarina Barbosa, que montaram uma farmácia na cidade. Cursou contabilidade no Colégio Rosa, e aos 18 foi soldado do exército. Formou-se em Direito pela faculdade Pontifícia Universidade Católica de Campinas (PUC-Campinas) em 1958.

## Prefeitura de Jundiaí
Antes de ser prefeito, foi vereador suplente nos anos de 1958 e 1959. Elegeu-se vereador por duas vezes, exercendo mandatos como titular para as 4ª e 5ª legislaturas, ficando na Câmara praticamente toda a década de 60. Propôs a demolição do solar do Barão, que foi vetado pelo prefeito Pedro Fávaro. Então decidiu concorrer à Prefeitura de Jundiaí, ganhou a eleição em 1968 e assumiu no ano seguinte, ficando no cargo até 1972. No primeiro ano de sua gestão foi responsável pela criação do DAE (Departamento de Água e Esgoto), limpeza do Rio Jundiaí e a criação do distrito industrial trazendo mais de 900 empresas e gerando milhares de postos de trabalho, por esta razão houve a necessidade de novas creches, inaugurou 27 novas escolas. Em 1971 recebeu a visita do presidente Médici para acompanhar a formatura de mais de oito mil alunos, pois o Mobral da cidade era o mais eficiente do país. Colocou a Faculdade de Medicina de Jundiaí em atividade, construiu o prédio da Câmara Municipal, o Pronto Socorro do Hospital São Vicente de Paula e o viaduto da Avenida Jundiaí.
Voltou ao Paço entre 1989 a 1992, nesta segunda gestão construiu a Avenida dos Ferroviários, instalou emissários de esgoto e canalizou rios e córregos, trouxe a maior fábrica de Coca-Cola do mundo em volume de fabricação para a cidade, além de inaugurar dois centros esportivos.

## Morte
Estava internado no hospital da Unimed e faleceu por complicações generalizadas, o  atual prefeito da cidade de Jundiaí decretou luto de 3 dias no município por conta do falecimento do ex-prefeito que foi sepultado no cemitério Nossa Senhora do Desterro.